# Nüsnüs
Nüsnüs è un comune dell'Azerbaigian situato nel distretto di Ordubad.